# McLouth
McLouth – miasto w Stanach Zjednoczonych, w stanie Kansas, w hrabstwie Jefferson.